# استیسی برک
استیسی برک (انگلیسی: Stacy Burke؛ زاده ۲۷ می ۱۹۷۵) بازیگر هرزه‌نگاری و مدل فتیش اهل ایالات متحدهٔ آمریکا است.